# Интервенция (Новые приключения Человека-паука)
«Интервенция» (англ. Intervention) — двенадцатый эпизод американского мультсериала «Новые приключения Человека-паука», основанного на одноимённом персонаже комиксов Marvel, созданном Стэном Ли и Стивом Дитко. Первый показ состоялся 7 июня 2008 года.

## Сюжет
Питер приходит в больницу навестить свою тётю. Там он снова ругается с Эдди Броком. Медсестра выдаёт ему счёт, который нужно оплатить, но у Питера нет таких денег. В школе друзья хотят поддержать его, но он их отвергает. Затем Человек-паук является в офис Большого Босса и хочет работать на него. Томбстоун говорит, что Пауку нужно доказать изменение своих убеждений и совершать преступления в течение недели. Паук соглашается. Тем временем Эдди теряет работу в лаборатории, поскольку у Коннорсов нет своих финансов оплачивать его труд, а из-за пропажи пришельца им перестали выделять деньги. За обедом Гвен признаётся Мэри Джейн, что влюблена в Питера.
Питер снова приходит в больницу, опять ругается с Броком, а затем с Флэшем. Слова последнего заставляют Питера задуматься, он понимает, что его изменения вызваны симбионтом, и решает избавиться от него. В башне он ударяется о колокол и чувствует, что симбионт не выдерживает звуковых вибраций. Пришелец закутывает Паркера в кокон и переносится в сознание. Питер видит дядю Бена, а потом попадает на экскурсию, на которой получил паучьи силы. Он хочет предотвратить это, но генетически изменённый паук в тот же миг кусает его. Питер обнаруживает свои способности и побеждает на ринге чемпиона рестлинга, чтобы заработать. Однако ведущий обманывает его и ничего не платит. После этого ведущего грабит бандит, и Паук не мешает ему, отомстив за себя. Придя домой, он узнаёт от тётушки, что его дядя был убит. Питер преследует преступника и с ужасом обнаруживает, что этот тот человек, которого он отпустил тогда. Симбионт говорит, что Питер не виноват, и просит соединиться, но появляется дух дяди Бена и повторяет эпизод в машине, где говорит про силу и ответственность. Питер сбрасывает преступника из окна, но не позволяет ему разбиться, поймав того паутиной перед самым падением на землю. Паркер одевает свой красно-синий костюм и сражается с симбионтом. Когда второй затаскивает Паука в лужу грязи, Бен помогает племяннику выбраться из неё. После этого Питер побеждает симбионта. Он снимает его с себя и летит в лабораторию, где замораживает пришельца на глазах у Эдди. Брок в ярости, что герой лишил его последней надежды, но симбионт выживает и зовёт Эдди. Они соединяются, пришелец раскрывает Броку вторую личность Паркера, и они становятся Веномом.

## Роли озвучивали
- Джош Китон — Питер Паркер (Человек-паук)
- Дебора Стрэндж — Мэй Паркер
- Эдвард Аснер — Бен Паркер
- Бен Дискин — Эдди Брок (Веном)
- Кевин Майкл Ричардсон — Тобстоун
- Ванесса Маршал — Мэри Джейн Уотсон
- Лейси Шабер — Гвен Стейси
- Аланна Юбак — Лиз Аллан

## Производство
Сценарий к эпизоду написал один из продюсеров мультсериала Грег Вайсман, а режиссёром выступил Дэйв Баллок. Премьера состоялась 7 июня 2008 года. Грег Вайсман придумал определённую схему именования эпизодов — «Образование с Питером Паркером». С 10 серии первого сезона и до его конца названия эпизодов основывались на науке психологии.

## Отзывы

Динамика оценок IGN к эпизодам 1 сезона мультсериала

Эрик Гольдман из IGN поставил эпизоду оценку 7,9 из 10 и написал, что «само происхождение [Паука] представляло собой интересную смесь материала и сцен, взятых из комиксов и из фильма. Были прямые визуальные отсылки к Amazing Fantasy #15 и к фильму „Человек-паук“, иногда очень переплетённые — один пример был, когда Питер инстинктивно прыгает с дороги на стену здания (Amazing Fantasy), затем смотрит на маленькие крючки, торчащие из его пальцев (фильм), и лезет на вершину здания, где сжимает трубу (Amazing Fantasy)». Финальные кадры эпизода с появлением Венома критик назвал «сценой, которую с нетерпением ждали многие фанаты». Он также отметил, что «хотел бы больше объяснений опасному вождению Эдди с Мэри Джейн на прошлой неделе, которое казалось действиями какого-то психически неуравновешенного, а не просто взбесившегося».
Шон Эллиот из IF Magazine поставил эпизодам «Групповая терапия» и «Интервенция» оценку «A» и подметил сцену, «которая является данью уважения как оригинальным комиксам, так и „Человеку-пауку 3“», когда Питер борется с симбионтом на колокольне. Рецензент написал, что «одна из лучших особенностей этой саги об инопланетном костюме заключается в том, что она не только следовала и включала материалы из комиксов, мультфильмов и фильмов, но также улучшила и упорядочила историю, за которой теперь было намного легче следить», и что эволюция чёрного костюма «имеет гораздо больше смысла».
Майкл Танака из Firefox News тоже оценил дань уважения к комиксам, написав, что она «была действительно крутой». Критик отметил, что когда в конце Эдди Брок был в гневе, ему «было приятно наблюдать, как симбионт манипулирует этой ситуацией и показывает Броку определённые воспоминания».
Зрители тоже тепло восприняли эпизод; Screen Rant и CBR поставили его на 2 место в топе лучших эпизодов мультсериала по версии IMDb.